# 茂木惣兵衛

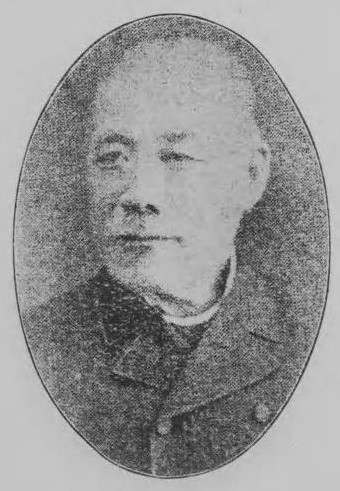
茂木惣兵衛

茂木 惣兵衛（もぎ そうべえ、1827年12月8日（文政10年10月20日） - 1894年（明治27年）8月21日）は、横浜の実業家で、原善三郎と並ぶ明治時代における横浜商人の象徴的人物である。

## 経歴
上野国高崎（現群馬県高崎市）にて、質商大黒屋の茂木惣七の長男として生まれた。幼名は惣次郎。
12歳で新田郡太田の太物商今井仙七の家に奉公し、才能を認められ支配人に抜擢される。26歳には桐生の絹物商新井長兵衛の養嗣子となった。その後開港間もない横浜における野沢屋庄三郎率いる野沢屋と協力し、生糸商人として頭角をあらわす。万延元年（1860年）に養子として、横浜商人石川屋平右衛門の石川屋を相続するが、文久元年（1861年）9月の野沢屋庄三郎の死をきっかけとし、1年ほどして野沢屋の暖簾を譲り受け、石川屋を野沢屋と改称し、野沢屋惣兵衛として独立した。野沢屋庄三郎は、諸説あるが、横浜開港の年より生糸を取り扱った横浜最初の生糸売込商人と言われている。
惣兵衛の故郷高崎は、生糸の生産地である関東北部や信州からも近く、自身も生糸に詳しかったことが推測され、その後の地道な努力により幕末の混乱期を乗り切り、明治9年（1876年）には生糸売込商首座となり、それは惣兵衛の生存中ほぼ維持された。温厚で謙虚な人物であり、人相では耳たぶの大きな福耳に特色があったと伝えられている。
明治になってからは金融業にも進出し、明治2年（1869年）に横浜為替会社の設立に参加、明治7年（1874年）には第二国立銀行の副頭取となる。明治14年（1881年）には第七十四国立銀行の2代目頭取となった。
晩年の明治16年（1883年）に茂木保平を名乗り、保平家を新たに興し、甥の保次郎に惣兵衛家を譲った。茂木惣兵衛は惣兵衛家の家督を持つ者が名乗り、3代目まで存在する。
惣兵衛の没後、野沢屋は茂木商会を合名会社とし、野沢屋呉服店、野沢屋輸出店、野沢屋絹商店、茂木銀行、茂木土地部など、多角的に事業を行い総合商社化、茂木財閥として大拡張した。しかし第一次世界大戦後の不況に巻き込まれ、3代目茂木惣兵衛のときに崩壊した。
野沢屋の暖簾が消えることを惜しんだ絹物輸出商の亀井信次郎と、茂木家の縁者であった名古屋の瀧家の瀧定助（正太郎）により、野沢屋呉服店は独立し、後に野澤屋百貨店と改められた。後の横浜松坂屋であり、横浜松坂屋は茂木惣兵衛を創業者として尊重していた。
墓地は横浜市中区の相沢墓地にある。

## 家族

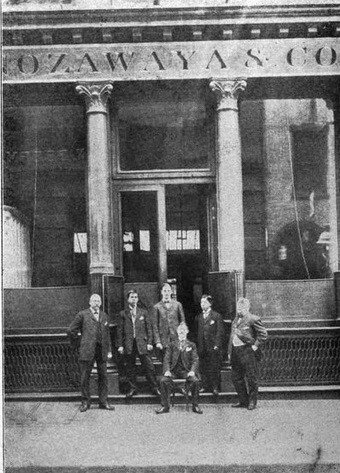
野澤屋輸出部ニューヨーク支店

遊女上がりの糟糠の妻がいたが子ができず、姪と甥を結婚させて2代目とし、外妾の横浜の芸者おちょうとの間にできた娘に養子をとり、その子を3代目とした。
子供は娘が2人で、それぞれに婿養子を取った。長女の婿は甥（実弟長兵衛の次男）の保次郎（1866年 - 1912年）で、2代目茂木惣兵衛として家督を継がせた（初代惣兵衛は隠居し、茂木保平と改名）。次女の婿は名古屋の豪商滝定助の次男・滝泰次郎（1872年 - 1912年）で、2代目茂木保平を名のり、病弱の2代目茂木惣兵衛に代わって店務を預かり、明治29年（1896年）茂木商店を合名会社に改組、茂木銀行、野沢屋輸出店を設立して絹製品の輸出を進めた。没後、長男・良太郎が茂木家の家督を継ぎ、3代目茂木惣兵衛となった。

## 親戚
⚫︎ 竹内勝蔵 (親戚)